# Bistum Lacedonia
Das Bistum Lacedonia (lat.: Dioecesis Laquedoniensis) war eine römisch-katholische Diözese in Italien mit Sitz in Lacedonia (Kampanien).
Es wurde im 11. Jahrhundert errichtet. Erster überlieferter Bischof ist Desiderius, der 1082 erwähnt ist. Bekannt ist, dass er Vorgänger hatte.
Lacedonia war Suffraganbistum des Erzbistums Conza. 1818 wurde das Bistum Trevico mit Lacedonia vereinigt. Am 30. September 1986 wurde das Bistum mit Ariano Irpino zum Bistum Ariano Irpino-Lacedonia vereinigt.